# Parachelifer ecuadoricus
Parachelifer ecuadoricus är en spindeldjursart som beskrevs av Beier 1959. Parachelifer ecuadoricus ingår i släktet Parachelifer och familjen tvåögonklokrypare. Inga underarter finns listade i Catalogue of Life.